# Karim El Mourabet
Karim El Mourabet (Orléans, Francia, 30 de abril de 1980), futbolista francés, de origen marroquí. Juega de defensa y su actual equipo es el Olympique de Safi de Marruecos. 

## Selección nacional
Ha sido internacional con la Selección de fútbol de Francia Sub-21, ha jugado 1 partido internacional. También ha sido internacional con la Selección de fútbol de Marruecos, jugando 1 partido internacional en 2007.

## Clubes
| Club        | País      | Año       |
| ----------- | --------- | --------- |
| FC Nantes   | Francia   | 2002-2008 |
| Stade Laval | Francia   | 2007-2008 |
| FC Nantes   | Francia   | 2008-2010 |
| Lille       | Francia   | 2011-2013 |
| Rabat       | Marruecos | 2013-2014 |
| OC Safi     | Marruecos | 2014-     |